# Wojna polsko-rosyjska (1792)

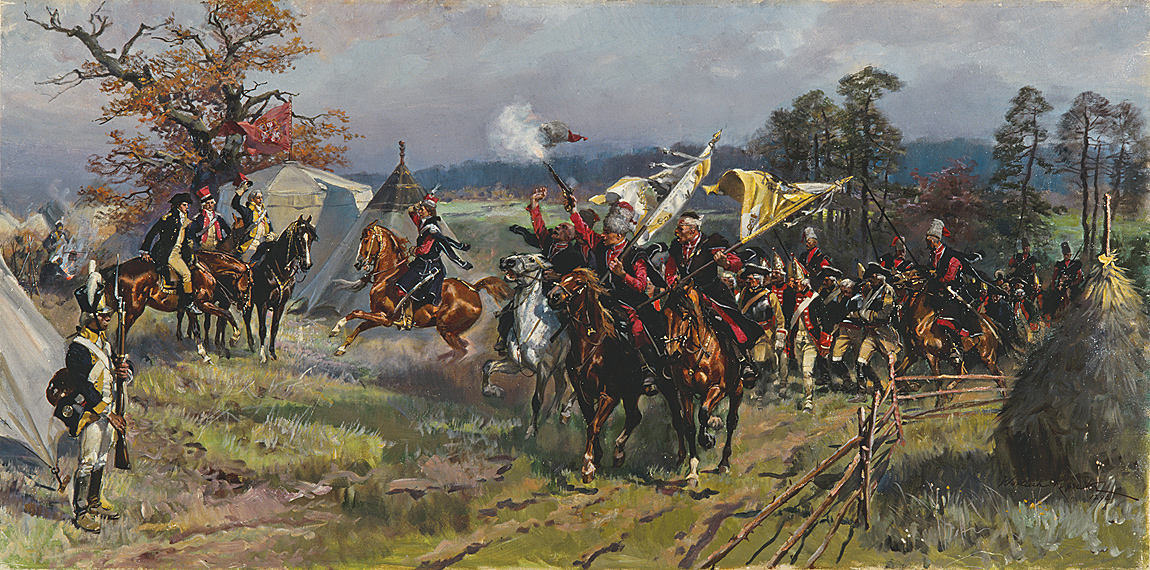
Po bitwie pod Zieleńcami, Kościuszko wraz z ks. Józefem odbierają defiladę wojsk polskich z jeńcami, po pobiciu wojsk rosyjskich, obraz Wojciecha Kossaka

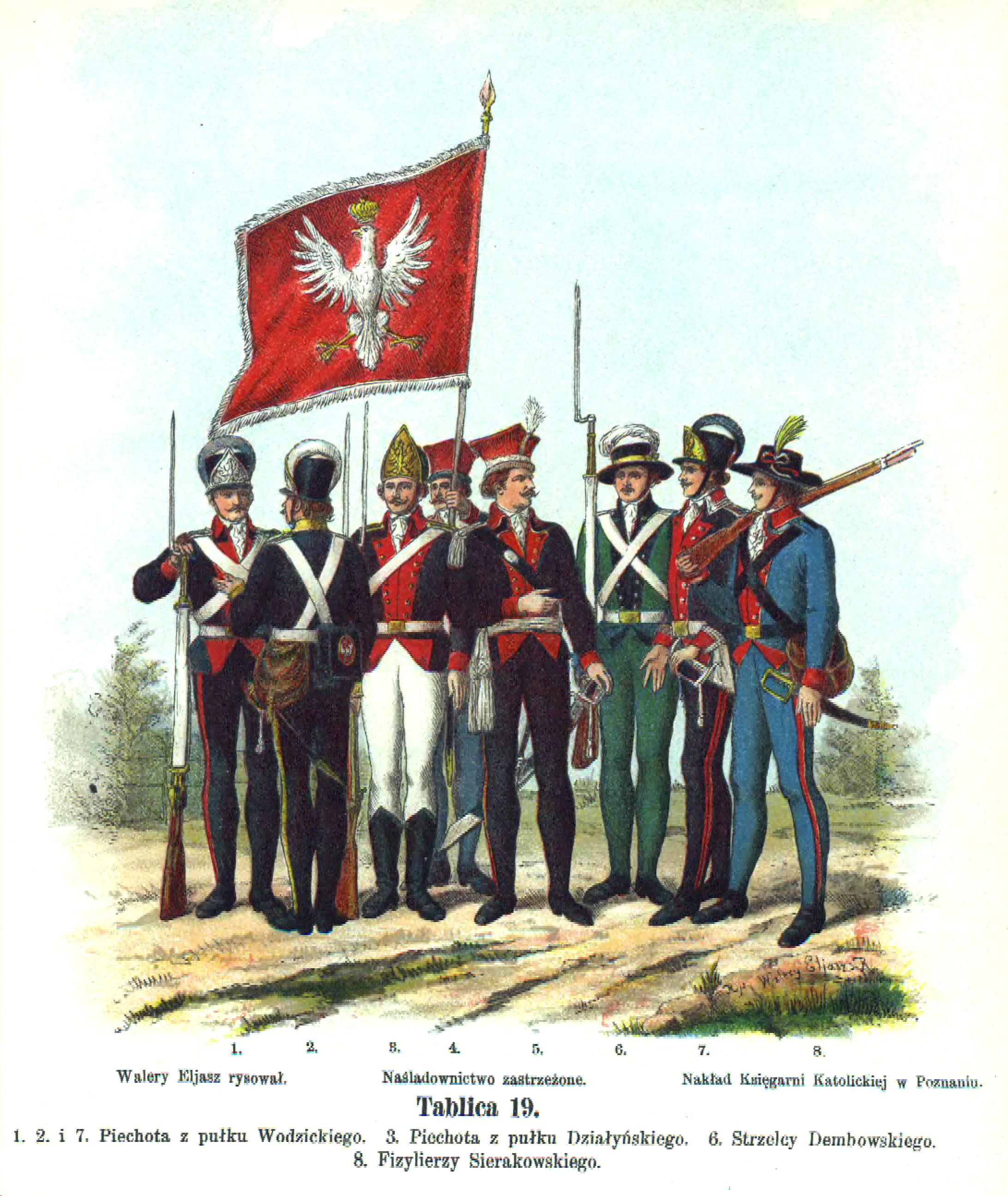
Piechota wojsk koronnych, 1794

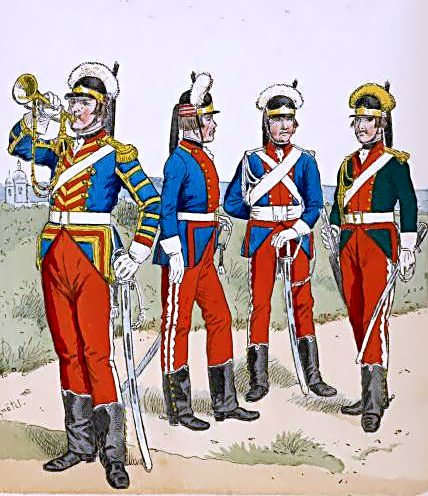
Rosyjscy kawalerzyści

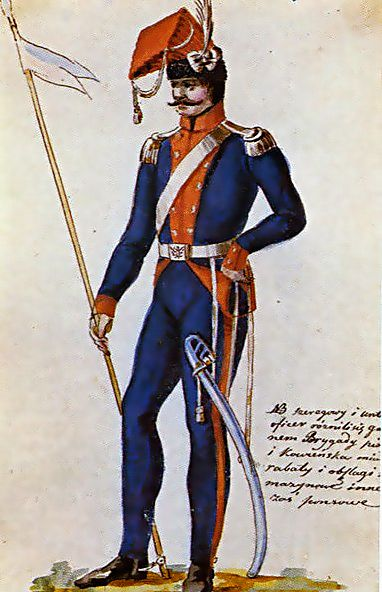
Jeździec 1 B KN

Wojna polsko-rosyjska w 1792 roku, in. wojna w obronie Konstytucji 3 maja – niewypowiedziana wojna wojsk Rzeczypospolitej z wojskami Imperium Rosyjskiego, interweniującymi militarnie pod pretekstem wsparcia zawiązanej w Petersburgu konfederacji targowickiej, w celu obalenia ustroju wprowadzonego w Rzeczypospolitej przez Sejm Czteroletni Konstytucją 3 maja 1791.

## Przyczyny
Korzystając z zaangażowania Rosji w wojnie z Turcją i Szwecją część szlachty uchwaliła podczas Sejmu Czteroletniego szereg reform zmierzających do naprawy ustroju Rzeczypospolitej. Uchwalono powołanie 100-tysięcznej armii.
Prusy w 1789 wzmocniły armię Rzeczypospolitej, sprzedając 15 tysięcy karabinów dla piechoty koronnej i nieokreśloną liczbę karabinków dla Kawalerii Narodowej oraz 11 136 karabinów, 2261 par pistoletów i 3927 szabel dla armii litewskiej. 29 marca 1790 zawarto sojusz zaczepno-odporny z Prusami.
Uchwalając 3 maja 1791 roku Konstytucję formalnie zrzucono protektorat rosyjski i przywrócono niepodległość Rzeczypospolitej. Wrogo nastawieni do reform magnaci, ze Stanisławem Szczęsnym Potockim i Ksawerym Branickim na czele, udali się do carycy Katarzyny II z ofertą zorganizowania konfederacji skierowanej przeciw królowi i Konstytucji 3 maja.
9 stycznia 1792 Rosja zawarła z Turcją kończący wojnę traktat w Jassach, wcześniej, już w 1790, zakończyła wojnę ze Szwecją. 1 marca 1792 zmarł cesarz Leopold II, niechętny militarnemu zaangażowaniu Austrii przeciw rewolucyjnej Francji, przychylny Konstytucji 3 maja. 20 kwietnia 1792 Francja, po odrzuceniu ultimatum następcy Leopolda – Franciszka II, wypowiedziała wojnę Austrii, angażując na zachodzie siły monarchii Habsburgów. Rosja mogła teraz bez obaw uderzyć na Rzeczpospolitą. Katarzyna II potrzebowała tylko pretekstu do interwencji – 27 kwietnia 1792 w Petersburgu zawiązano w tym celu konfederację targowicką.
Sejm Czteroletni powierzył Stanisławowi Augustowi Poniatowskiemu naczelne dowództwo nad armią i 29 maja zalimitował swoje obrady.

## Siły Rzeczypospolitej
Reorganizacja i rozbudowa armii szła bardzo opornie. Zadowolono się powołaniem pod broń 100 tys. ludzi, ale armia z trudem w chwili wybuchu wojny osiągnęła stan około 70 tys. nieostrzelanych rekrutów, z czego na froncie znalazło się tylko około 56 tys. Stosunek piechoty do kawalerii wynosił 40 tys. do 30 tys., armie polskie posiadały 200 różnego kalibru armat. Czekano na nadejście pruskiego korpusu posiłkowego, który według postanowień traktatu sojuszniczego miał wesprzeć armie Rzeczypospolitej wojskiem w sile 18 tys. W wyniku zdrady sojusznika pruskiego wsparcie to nigdy nie nadeszło. Brakowało doświadczonych dowódców, pomimo iż do kraju przybyli służący wcześniej w armiach zagranicznych tacy dowódcy, jak książę Józef Poniatowski, Tadeusz Kościuszko, oraz Jan Henryk Dąbrowski przybyły ze służby w kawalerii saskiej.
Wodzem tej armii został mianowany królewski bratanek młody książę Józef Poniatowski, mający za sobą służbę w austriackiej armii cesarskiej podczas wojny z Turcją. W tworzeniu armii pomagali mu generałowie: doświadczony w wojnie o niepodległość Stanów Zjednoczonych Ameryki Kościuszko, przyjaciel ze służby austriackiej Michał Wielhorski oraz Józef Zajączek (wrogo nastawiony do Poniatowskiego). Największą wartość w armii polsko-litewskiej przedstawiała piechota i artyleria, natomiast nowo utworzona formacja, Kawaleria Narodowa, jak się miało okazać podczas tej kampanii, łatwo ulegała panice.
Siły Rzeczypospolitej zostały przydzielone na 2 teatry działań:
- korpus koronny pod wodzą księcia Józefa był podzielony na 4 dywizje, w sile 52 tys. w tym 13 tys. kawalerii i 39 tys. piechoty.
- korpus litewski pod wodzą księcia Ludwika Wirtemberskiego, w sile 18 tys. ludzi w tym 7 tys. kawalerii, 10 tys. piechoty i tysiąc artylerzystów.

## Siły Rosji
Katarzyna II Wielka rzuciła do boju z Rzecząpospolitą 97-tysięczną armię zaprawioną w bojach z Turkami. Rosjanie sformowali dwa korpusy interwencyjne:
- białoruski pod wodzą gen. Michaiła Kreczetnikowa w sile 33 700 ludzi, uderzający z kierunku Litwy
- mołdawski pod wodzą gen. Michaiła Kachowskiego w sile 64 000 ludzi (54 bataliony piechoty, 104 szwadrony jazdy, 13 pułków kozaków), operujący na Podolu i Wołyniu.

Celem tych dwóch formacji rosyjskich było połączenie się w Warszawie po uprzednim rozbiciu osobno polskiego korpusu koronnego i korpusu litewskiego.

## Przebieg działań wojennych
27 kwietnia 1792 w Petersburgu zawiązano spisek, który 14 maja ujawnił się jako konfederacja targowicka. 18 maja Katarzyna II wydała manifest, w którym oskarżała Rzeczpospolitą m.in. o:
- utrudnianie wojskom rosyjskim pobytu na Ukrainie w czasie wojny z Turcją,
- prześladowanie Rosjan,
- prześladowanie prawosławnych,
- pogwałcenie eksterytorialności rosyjskiej kaplicy w Warszawie,
- porozumiewanie się Rzeczypospolitej z Turcją, co ujawnił wysoko umiejscowiony we władzach polskich agent rosyjski (prawdopodobnie Joachim Litawor Chreptowicz)[potrzebny przypis],
- obrazę majestatu Katarzyny II przez Sejm Czteroletni.

Nie była to więc deklaracja wypowiedzenia wojny, lecz jedynie przywrócenia do porządku niesfornego protektoratu rosyjskiego (wypowiadając wojnę Rosjanie musieliby potwierdzić niepodległość Rzeczypospolitej). Zaraz po tej deklaracji armie rosyjskie uderzyły na Polskę na dwa korpusy polskie – gen. Judyckiego w rejonie Mińska i gen. Poniatowskiego pod Bracławiem (Tulczyn), z tym że armia rosyjska była podzielona na kilka korpusów, których zadaniem było odcięcie wojsk polskich.

### Walki na froncie litewskim
Na Litwie po zdradzie pruskiego sojusznika i współdziałającego z nim księcia Ludwika Wirtemberskiego, armia litewska dowodzona odtąd przez generała Józefa Judyckiego została pobita w bitwie pod Mirem 10 czerwca 1792. Po zmianie nieudolnego dowódcy 4 lipca 1792, armia litewska poniosła kolejną porażkę w bitwie pod Zelwą. Dalsze wycofywanie się w kierunku Warszawy doprowadziło do zaciętej obrony Brześcia oraz bitew w obronie przepraw na Bugu pod Grannem i Krzemieniem.

### Walki na froncie ukraińskim
Na Ukrainie w nocy z 18 na 19 maja 1792 granicę przekroczyły cztery korpusy rosyjskie, gdzie korpusy Wilhelma Derfeldena i Iwana Dunina miały absorbować wojska Poniatowskiego, a od północy zamknąć je w okrążeniu miał korpus Andrieja Lewanidowa, natomiast od południa zrobić to miał korpus Michaiła Goleniszczewa-Kutuzowa.
Książę Poniatowski miał początkowo ok. 17 000 żołnierzy, z czego wydzielił samodzielne brygady Tadeusza Kościuszki i Michała Wielhorskiego. Dołączył do niego później Michał Lubomirski ze swoją dywizją liczącą 4500 wojska i gen. Józef Zajączek z 5500 wojska. Dodatkowo w Kamieńcu Podolskim została nie wykorzystana załoga licząca 3374 żołnierzy, w tym dwa regimenty piechoty.
Poniatowski próbował stawić czoła najeźdźcy, lecz kampania szybko zamieniła się w odwrót połączony z wieloma bojami opóźniającymi postęp Rosjan. Początkowo wycofywano się na Lubar i Połonne, gdzie planowano stoczyć bitwę w oparciu o zgromadzone zapasy i umocnienia. Doszło do strat strony polskiej pod Ostropolem i Sieniawką. Pod Lubarem Polacy wydostali się z okrążenia dzięki zręcznym manewrom Tadeusza Kościuszki, a 15 czerwca doszło do potyczki pod Boruszkowcami, skąd ruszono do obozu pod Połonnem. Tu okazało się, że zapasy są niewystarczające, a fortyfikacje dalekie od ukończenia i postanowiono cofać się dalej na Zasław. W pościg za wojskami polskimi ruszyła dywizja gen. Herkulesa Morkowa wsparta Kozakami Orłowa z zadaniem przegrodzenia drogi do Horynia. 18 czerwca doszło do bitwy pod Zieleńcami, pierwszej wygranej z Rosjanami od czasów Cudnowa i Połonki (nie licząc kilku potyczek z czasów konfederacji barskiej), w wyniku której 22 czerwca dla uczczenia zwycięstwa król Stanisław August Poniatowski ustanowił Order Virtuti Militari – najwyższe polskie odznaczenie wojenne.
Po bitwie pod Zieleńcami nadal trwał odwrót sił polskich i próba zatrzymania sił rosyjskich w oparciu o twierdzę Ostróg spełzła na niczym wobec groźby okrążenia. Następny planowany punkt oporu w Dubnie też został zaniechany wobec pustek w magazynach. Poniatowski oczekiwał na posiłki zgromadzone pod Kozienicami i postanowiono bronić się na linii Bugu – wbrew opinii Kościuszki podzielono polski korpus na trzy dywizje: dywizja Poniatowskiego miała bronić się pod Dorohuskiem, dywizja Kościuszki pod Dubienką, a dywizja Wielhorskiego pod Siedliszczem. 18 lipca wojska rosyjskie Kachowskiego przekroczyły Bug i doszło do bitwy pod Dubienką.

### Koniec wojny
24 lipca król złożył swój akces do konfederacji targowickiej i przedwcześnie nakazał armii złożyć broń. Na klęsce wojsk polsko-litewskich zaważyła w znacznym stopniu zdrada sojusznika pruskiego, który wbrew wcześniejszym zapewnieniom nie wsparł działań polskich. Ostatnim akordem tej wojny było zwycięstwo korpusu księcia Józefa Poniatowskiego w bitwie pod Markuszowem 26 lipca.
Przegrana była bezpośrednią przyczyną II rozbioru Polski.